# Maurice Lehmann

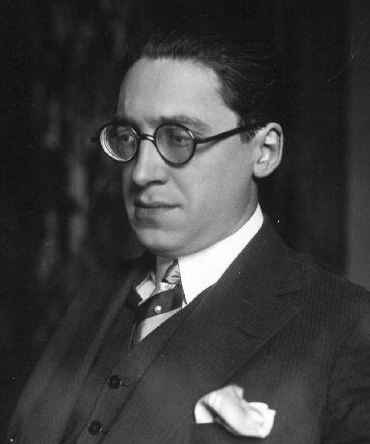
Maurice Lehmann

Maurice Lehmann (Parigi, 14 maggio 1895 – Parigi, 17 maggio 1974) è stato un attore e impresario teatrale francese.

## Biografia
Studiò come convittore alla Comédie-Française dal 1916 al 1919 e poi diresse diversi teatri: Théâtre de la Porte Saint-Martin, Théâtre de l'Ambigu-Comique, Théâtre de la Renaissance, Théâtre Mogador, Théâtre Édouard VII, Théâtre de l'Empire.
Dal 1929 al 1965, diresse il Théâtre du Châtelet proponendo fastose messe in scena di commedie musicali ed operette che ottennero grande successo: dal 1932 Nina Rosa di Sigmund Romberg, con André Baugé, dal 1933 Rose de France di Sigmund Romberg (476 recite), dal 1935 Au soleil du Mexique di Maurice Yvain, con André Baugé (307 recite), Al cavallino bianco (1948), dal 1951 Le Chanteur de Mexico di Francis Lopez con Luis Mariano, che venne rappresentata 905 volte, dal 1955 Méditerranée di Francis Lopez con Tino Rossi (572 recite), Monsieur Carnaval (1965) di Charles Aznavour, con Georges Guétary.
Il 30 aprile 1945 successe a Jacques Rouché come amministratore della Réunion des théâtres lyriques nationaux. Il mandato gli venne revocato il 15 maggio 1946 ma ridivenne amministratore il 1º ottobre 1951 e lasciò poi definitivamente la RTLN il 30 settembre 1955.
Fu presidente di giuria al Festival di Cannes 1956 e membro della stessa al Festival di Cannes 1957 e 1966.

## Filmografia

### Come produttore
- Il romanzo di un giovane povero (Le Roman d'un jeune homme pauvre), regia di Abel Gance (1935)
- Pasteur, regia di Sacha Guitry e Fernand Rivers (1935)
- Bonne chance!, regia di Sacha Guitry e Fernand Rivers (1935)
- La signora dalle camelie (La Dame aux camélias), regia di Raymond Bernard (1953)

### Come regista
- L'assassinio del corriere di Lione (L'Affaire du courrier de Lyon) (1937)
- Bufera d'amore (Le Ruisseau), co-regia di Claude Autant-Lara (1938)
- Fric-Frac, furto con scasso (Fric-Frac) (1939)
- La sconfitta di Don Giovanni (Une jeune fille savait) (1948)